# B-SAD
|  | No s'ha de confondre amb Clube de Futebol Os Belenenses. |

El B-SAD és un club de futbol portuguès amb seu a Almada, fundat el 30 de juny de 2018 com a entitat independent. Una branca escindida del Clube de Futebol Os Belenenses, van jugar quatre temporades a la Primeira Liga, descendint a la Liga Portugal 2 el 2022 i després a la Liga 3 el 2023: la tercera categoria del futbol portuguès. Després d'una fusió fallida amb el Cova da Piedade l'any 2023, la seva llicència de Lliga 3 va ser revocada i posteriorment el B-SAD es va reformar i es va traslladar de Lisboa a Almada per inscriure's i competir als campionats del districte del districte de Setúbal - el nivell més baix del futbol portuguès.
Abans de canviar el seu nom, després de la temporada 2021-22, se'ls va denominar Belenenses SAD, o oficialment Os Belenenses – Sociedade Desportiva de Futebol, SAD.

## Història
El Clube de Futebol Os Belenenses, amb seu a la freguesia de Santa Maria de Belém, havia creat una societat anònima esportiva (SAD) per gestionar l'equip professional de futbol el 1999, mentre que la resta de seccions corrien a càrrec del club. La situació es va mantenir sense canvis fins que una crisi econòmica el 2012 els va portar a vendre el 51% de la SAD al grup inversor Codecity, liderat per Rui Pedro Soares.
En virtut de l'acord original de venda, el CF Os Belenenses mantindria el 10% de les accions de la SAD i podia vetar algunes operacions. Tot i això, Codecity va acabar presentant un recurs judicial el 2017 per revertir l'acord. Finalment, el Tribunal d'Arbitratge Esportiu va donar la raó a Soares i Codecity va aconseguir aconseguir el control total sobre la SAD. Amb una tensió cada vegada més gran entre les dues parts, el protocol de relació va expirar el 30 de juny de 2018 i la SAD es va deslligar del CF Os Belenenses per crear un nou equip.
La SAD va mantenir la plaça a Primeira Lliga per a la temporada 2018-19 com a «Os Belenenses Futebol SAD», va haver de llogar l'Estadi Nacional de Jamor, i a efectes legals està registrat com a un club independent. D'altra banda, el CF Os Belenenses va inscriure al seu filial a les divisions regionals. En un primer moment la SAD vestia la Creu de l'Ordre de Crist que feia servir l'entitat històrica, però a l'octubre del 2018 un jutjat va determinar que la propietat intel·lectual sobre aquest símbol requeia al CF Os Belenenses, així que Os Belenenses SAD va haver de presentar una nova imatge l'11 de març de 2019. El març de 2022, el Tribunal Constitucional de Portugal va condemnar el B-SAD a pagar més de 30.000€ en compensació al C.F. Os Belenenses pel desenvolupament juvenil del jugador Nilton Varela.
El maig de 2022, el Belenenses SAD va arribar a un acord per llogar l'Estádio das Seixas a l'Associació de Futbol de Lisboa de l'equip de la Lliga del Districte Atlético Malveira a Malveira, Mafra. El club de propietaris va negar els rumors que els dos equips es fusionaven. Dos mesos després, el club va deixar d'utilitzar el nom de "Belenenses", i va confirmar el seu nom com a B-SAD.
El 7 de març de 2023, les juntes de B-SAD i C.D. La Cova da Piedade va aprovar una fusió, amb el nou club assumint la posició de lliga del B-SAD però assumint el nom, la identitat i les instal·lacions d'aquest últim. El Cova da Piedade feia dos anys que no jugava a futbol sènior des que va ser expulsat per motius administratius de la segona categoria. El president del B-SAD, Rui Pedro Soares, va dir que la fusió seria beneficiosa, ja que el gimnàs i la bugaderia del seu club havien estat anteriorment a diversos quilòmetres del seu estadi. No obstant això, el seu lloc a la Liga 3 va ser denegat per la Federació Portuguesa de Futbol i la fusió va ser anul·lada. El B-SAD s'ha inscrit i jugarà a les divisions de districte de Setúbal a partir de 2023.